# تنام الأنديز
تنام الأنديز (الاسم العلمي:Nothoprocta pentlandii) هو نوع من الطيور يتبع جنس التنام مزيف الخلف من فصيلة التنامية.